# FlightStick Analog Controller

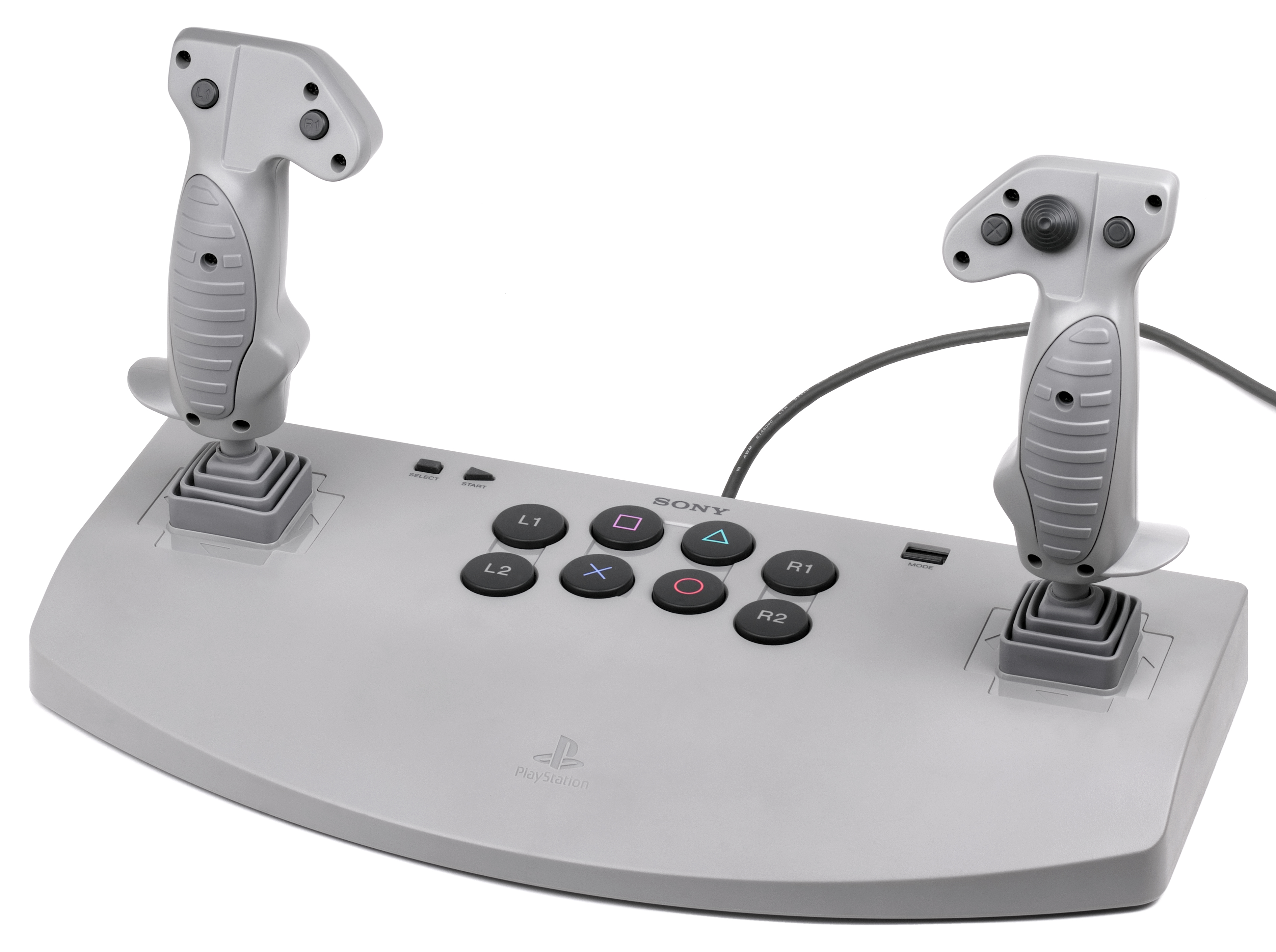
Il FlightStick Analog Controller

Il FlightStick Analog Controller (SCPH-1110) è il primo joystick analogico Sony PlayStation, precursore del Dual Analog Controller.

## Storia
Uscito in agosto (1995), in Giappone è arrivato in aprile (1996).

## Caratteristiche
Il FlightStick Analog Controller utilizza un microcommutatore (precedentemente introdotto su vecchie console come il Vectrex); anziché tradurre i dati nelle 8 cifre binarie calcola le minime variazioni istantaneamente. 
Include tutti i tasti standard più un tasto direzionale digitale sull'impugnatura destra in corrispondenza del pollice; è comprensivo anche di un interruttore analogico/digitale.
Il Dual Analog Controller è compatibile anche con i giochi che supportano questa periferica.
Il suo utilizzo è principalmente legato (come dice il nome stesso) alle simulazioni aeree.

## Giochi supportati
- Ace Combat (Serie)[1]
- Andretti Racing[1]
- Armored Core (Serie)
- Armored Trooper Votoms (Giappone)[1]
- Atari Collection 2 (Paperboy, Roadblasters, Marble Madness)[1]
- Bogey Dead 6[2]
- Car & Driver Grand Tour Racing '98[1]
- Colony Wars (Serie)[1]
- Cyberia[1]
- Descent e Descent 2 (Descent Maximum sulla Playstation)[1]
- Elemental Gearbolt[1]
- EOS: Edge of Skyhigh (Giappone)[1]
- Formula 1 Championship Edition[1]
- Mechwarrior 2 (Arcade Combat Edition)[1]
- Namco Museum Vol. 4 (solo Assault)[1]
- Newman / Haas Racing[1]
- Nightmare Creatures[1]
- Project Gaiairy (Giappone)[1]
- Rise 2: Resurrection[1]
- Shadow Master[1]
- Slamscape[1]
- Steel Reign[1]
- The Need for Speed[1]
- Top Gun: Fire at Will[3]
- Wing Commander IV[1]

## Connettività
Il FlightStick Analog Controller può esser connesso al PC tramite un adattatore USB o tramite una porta parallela che utilizzi l'interfaccia DirectPad Pro.